# 台湾崖爬藤
台湾崖爬藤（学名：Tetrastigma formosanum）是葡萄科崖爬藤属的植物，是台灣的特有植物。分布在台灣本島，多生在灌丛中，目前尚未由人工引种栽培。

## 别名
三叶崖爬藤（台湾植物志）